# Pararge transfuscata
Pararge transfuscata är en fjärilsart som beskrevs av Cabeau 1920. Pararge transfuscata ingår i släktet Pararge och familjen praktfjärilar. Inga underarter finns listade i Catalogue of Life.